# Thinking of Woody Guthrie
Thinking of Woody Guthrie ist das erste Soloalbum von Country Joe McDonald, das im Jahr 1969 veröffentlicht wurde. Bei Allmusic erhielt das Album viereinhalb von fünf Sternen.
Auf seinem ersten Soloalbum ohne seine Band Country Joe and the Fish interpretiert er die Songs von Woody Guthrie. Begleitet wird er von Musikern der Nashville-Szene wie zum Beispiel Grady Martin und Harold Bradley.
Auch heute noch ist McDonald ein Anhänger von Woody Guthrie. Laut McDonald „verkörpert Woody Guthrie den American Dream der arbeitenden Bevölkerung. Er hatte ein hartes Leben, aber er behielt seine positive Einstellung und lief nicht vor der Wahrheit weg, und dabei gelang es ihm gleichzeitig auch, unterhaltend zu wirken.“ Im Jahr 2012 stellt er seine Konzerte ins Zeichen des hundertsten Geburtstags des Folkmusikers.

## Titelliste
1. Pastures of Plenty (Woody Guthrie) – 2:13
2. Talkin‘ Dust Bowl (Woody Guthrie) – 2:22
3. Blowing Down That Dusty Road (Woody Guthrie, Lee Hays) – 2:34
4. So Long (It’s Been Good to Know Yuh) (Woody Guthrie) – 3:01
5. Tom Joad (Woody Guthrie) – 7:08
6. The Sinking of the Reuben James (The Almanac Singers) – 2:42
7. Roll On, Columbia  (Woody Guthrie, Leadbelly, John A. Lomax) – 3:25
8. Pretty Boy Floyd  (Woody Guthrie) – 3:22
9. When the Curfew Blows (Woody Guthrie) – 2:16
10. This Land Is Your Land (Woody Guthrie) – 3:21

## Entstehung des Albums
Laut McDonald erfolgte die Produktion dieses Albums rein zufällig: Im Jahr 1969 führte er in Nashville Aufnahmen für sein geplantes erstes Soloalbum Tonight I’m Singing Just for You, ein Country- und Western-Album, durch. Die Musiker seien so gut gewesen, dass die Aufnahmen nicht wie geplant drei Tage dauerten, sondern in eineinhalb Tagen beendet waren. Die drei Tage waren jedoch bereits im Voraus bezahlt. Daraufhin wurde beschlossen, ein Woody-Guthrie-Album zu produzieren. Das Album wurde drei Monate vor dem geplanten Debütalbum veröffentlicht.